# Ouasim Bouy
Ouasim Bouy (en árabe: وسيم بوي‎; Ámsterdam, Países Bajos, 11 de junio de 1993) es un futbolista marroquí. Juega de centrocampista y su equipo es el Al-Kharitiyath S. C. de Catar.

## Orígenes
Ouasim Bouy nació en Ámsterdam pero sus orígenes son marroquíes, su familia es de Nador y la provincia de Driuch (Marruecos). Aunque porte el apellido "Bouy" (apellido paterno), su abuelo y la mayoría de su familia nacidos en Marruecos y en Melilla (España) se apellida Abdelkader.

## Clubes
| Club                         | País         | Año       |
| ---------------------------- | ------------ | --------- |
| Juventus de Turín            | Italia       | 2012-2017 |
| Brescia Calcio (cedido)      | Italia       | 2012-2013 |
| Hamburgo S. V. (cedido)      | Alemania     | 2014      |
| Panathinaikos F. C. (cedido) | Grecia       | 2014-2015 |
| PEC Zwolle (cedido)          | Países Bajos | 2015-2016 |
| U. S. Palermo (cedido)       | Italia       | 2016      |
| PEC Zwolle (cedido)          | Países Bajos | 2017      |
| Leeds United F. C.           | Inglaterra   | 2017-2021 |
| Cultural Leonesa (cedido)    | España       | 2017      |
| PEC Zwolle (cedido)          | Países Bajos | 2018-2019 |
| Al-Kharitiyath S. C.         | Catar        | 2021-     |

## Palmarés

### Títulos nacionales
| Título              | Club               | País       | Año  |
| ------------------- | ------------------ | ---------- | ---- |
| Supercopa de Italia | Juventus de Turín  | Italia     | 2013 |
| EFL Championship    | Leeds United F. C. | Inglaterra | 2020 |